# 宝塚をどり讃歌'88
宝塚レビュー『宝塚をどり讃歌'88』（たからづかおどりさんか88）は宝塚歌劇団の舞台作品。10場。
作・演出は植田紳爾。花組公演。
併演作品は『春ふたたび』と『フォーエバー!タカラヅカ』。

## 解説
※『宝塚歌劇100年史（舞台編）』の宝塚大劇場公演参考。
雪月花をテーマに日本の美を絵巻物風に繰り広げる、歌と踊りの日本讃歌。
前年の『宝塚をどり讃歌』の「雪しまき」がこの作品でも使われた。

## 公演期間と公演場所
- 1988年9月30日 - 11月8日 宝塚大劇場
- （東京宝塚劇場では未公演）

## スタッフ
- 作曲・編曲：寺田瀧夫
- 編曲：入江薫
- 箏曲：米川敏子
- 音楽指揮：野村陽児
- 振付：花柳芳次郎、西崎真由美、藤間瑛乾、花柳萩
- 装置：石浜日出雄、関谷敏昭
- 衣装：所治海、中川菊枝
- 照明：今井直次
- 小道具：上田特市
- 効果：扇野信夫
- 音楽監督：松永浩志
- 振付補：美吉左久子
- 舞台進行：渡辺勝彦
- 演出助手：谷正純、石田昌也、木村信司
- 制作：高野賢一

## 主な配役
- 紅葉の美女S、情念の女 - 松本悠里
- 瞽女（ごぜ） - 城火呂絵
- 若衆S、歌手、天平の男S - 大浦みずき
- 若衆S、能舞の女 - 朝香じゅん
- 美女S、天平の女S - ひびき美都
- 歌う若衆 - 瀬川佳英、安寿ミラ、真矢みき
- 紅葉の美女の歌手 - 峰丘奈知